# Cone Car
Die Cone Car Co. Ltd. war ein britischer Automobilhersteller, der nur 1914 in Leyton im Großraum London ansässig war.
Der Cone besaß einen Einzylindermotor von Precision, der 4 ½  bhp (3,3 kW) leistete.